# Farlim
Farlim, tên chính thức Bandar Baru Air Itam, là một khu dân cư trong thành phố George Town ở Penang, Malaysia. Nằm trong vùng ngoại ô Air Itam, khu dân cư cách trung tâm thành phố 6 km (3,7 mi) về phía tây nam và được hành lập ra vào những năm 1980. Trong những thập kỷ gần đây, Farlim đã phát triển thành một thị trấn đang bùng nổ, với nhiều phát triển dân cư và thương mại.

## Lịch sử
Khu vực nơi Farlim nằm trước đây được gọi là Thean Teik Estate, được đặt tên theo Khoo Thean Teik, một thương gia Trung Quốc địa phương. Khu vực này thuộc sở hữu của Khoo Kongsi, một hiệp hội gia tộc Trung Quốc, trong đó Khoo là giám đốc.
Năm 1978, Khoo Kongsi đã đạt được thỏa thuận với Farlim Group Berhad để phát triển Thean Teik Estate thành một thị trấn dân cư. Vào thời điểm đó, dự án là dự án phát triển bất động sản lớn nhất từng được thực hiện bởi khu vực tư nhân trên đảo Penang, với diện tích 356 mẫu Anh (1.440.000 m2) ban đầu được dành cho phát triển. Tuy nhiên, việc khởi công xây dựng vào năm 1982 đã được đáp ứng bởi các cuộc biểu tình chết người của người dân địa phương. Trong vụ việc đã đâm người dân vào cảnh sát, một người bị giết và bốn người khác bị thương.

## Giao thông
Đường Thean Teik và Đường cao tốc Thean Teik là hai con đường chính xuyên qua thị trấn. Liên kết trước đây là Đường Air Itam và vùng ngoại ô Paya Terubong ở phía tây nam, trong khi tuyến đường thứ hai là đường chính giữa Paya Terubong và vùng ngoại ô Batu Lanchang ở phía đông.
Tuyến xe buýt Penang nhanh 13, 202, 203 và 306 cũng bao gồm các điểm dừng trong Farlim, do đó kết nối thị trấn với George Town thích hợp, Sân bay Quốc tế Penang và Queensbay Mall, cũng như các vùng ngoại ô Paya Terubong và Gelugor. Các dịch vụ này được bổ sung bởi tuyến đường vận tải giảm tốc tắc nghẽn (CAT) Air Itam của Rapid Penang, một dịch vụ vận chuyển miễn phí trong Air Itam.

## Giáo dục
Có hai trường tiểu học và một trường trung học trong khu phố Farlim.
Trường tiểu học
- SRK Seri Indah[12]
- SRJK (C) Sin Kang[13]

Trung học
- SMK Air Itam[14]

## Mua sắm
All Seasons Place, trung tâm mua sắm đầu tiên và duy nhất của Penang, được hoàn thành vào năm 2012 và là trung tâm mua sắm duy nhất trong Farlim.
]]
All Seasons Place, Penang's first and only strip mall, was completed in 2012 and serves as the sole shopping mall within Farlim. Nó được neo bởi Giant, và bao gồm một số quán ăn và cửa hàng liên quan đến sức khỏe được bố trí dọc theo đường cao tốc Thean Teik.
Nhu cầu bán lẻ của cộng đồng địa phương cũng được đáp ứng bởi một siêu thị Bandar Baru ở trung tâm của thị trấn. Ngoài ra, Suiwah Corporation, một công ty bán lẻ địa phương, có một sự hiện diện đáng kể trong Farlim. Tại thời điểm viết bài, nó vận hành siêu thị Sunshine Farlim, trong khi trung tâm mua sắm thứ hai của thị trấn, Sunshine Tower, đang được xây dựng. Đặc biệt, khu phức hợp bán lẻ thứ hai, dự kiến hoàn thành vào năm 2019, sẽ chứa cineplex đầu tiên trong Farlim.